# 賭専
『賭専』（かけせん）は、原作：東山道彦・作画：能田茂による日本の漫画作品。『ゴルフレッスンコミック』（日本文芸社）にて2010年9月から2014年1月号まで連載。単行本は、ニチブン・コミックス版が1巻、コンビニコミック版（Gコミックス）が上下巻で刊行。俗に言う「賭けゴルフ漫画」。賭け専門のゴルファー、通称「賭専」たちが大金を賭けてゴルフをプレーする駆け引きを描いていく物語。

## あらすじ
日本最強のアマチュアは、公営競技に集まるゴルファーであると信じられている。一方、表舞台に一切姿を見せず大金を賭けてプレーするゴルファー、賭専（かけせん）たち。下町で小さなラーメン屋を営みながら賭専として勝負に生きる主人公・御殿 松（通称「マツ」）も、そのうちの1人であった。

## 登場人物
御殿 松
本作の主人公。通称「マツ」。一人称は「ワイ」。下町でラーメン店「ラーメン松」を営みながら賭専を生業としているゴルファー。

## 書籍
- 原作：東山道彦・作画：能田茂 『賭専』 日本文芸社〈ニチブン・コミックス〉、全1巻（未完）
  1. 2011年11月1日初版発行、2011年10月19日発売 ISBN 978-4-537-12797-3
- 原作：東山道彦・作画：能田茂 『賭専スペシャル』 日本文芸社〈Gコミックス〉、上下巻
  1. 上巻 2014年4月26日発売 ISBN 978-4-537-16086-4
  2. 下巻 2014年4月26日発売 ISBN 978-4-537-16087-1